# Oscar Más
Óscar Tomás Mas Magallán (ur. 29 października 1946 w Villa Ballester) – argentyński piłkarz, grający podczas kariery na pozycji napastnika.

## Kariera klubowa
Oscar Más rozpoczął karierę w klubie River Plate w 1964. W River Plate Más dwukrotnie był królem strzelców ligi argentyńskiej: Metropolitano 1970 (16 bramek) i Metropolitano 1973 (17 bramek). W 1973 został zawodnikiem hiszpańskiego Realu Madryt. W Primera División zadebiutował 1 września 1973 w zremisowanym 0-0 meczu z CD Castellón.
Z Realem zdobył mistrzostwo Hiszpanii w 1974. Po rozegraniu w sezonie 1973/74 27 spotkań i strzeleniu 11 bramek, Más zdecydował się opuścić zespół Królewskich i powrócił do River Plate. Z River Plate dwukrotnie zdobył mistrzostwo Argentyny: Metropolitano 1975 i Nacional 1975. Na początku 1977 Más po rozegraniu 398 meczów i strzeleniu 198 bramek zdecydował się opuścić River Plate i wyjechał do Kolumbii, gdzie został zawodnikiem klubu América Cali.
Po powrocie do Argentyny w 1979 Más został zawodnikiem Quilmes Atlético Club. W latach 1980–1981 był zawodnikiem drugoligowego Defensores de Belgrano Buenos Aires. W roku 1982 występował w Mariano Moreno Junín i Sarmiento Junín, gdzie pożegnał się z argentyńską ekstraklasą. Ogółem w latach 1964-1982 w lidze argentyńskiej Más rozegrał 421 meczów, w których strzelił 214 bramek. W ostatnich latach kariery Más występował w klubach z niższych klas rozgrywkowych, kończąc karierę w 1987 w Talleres Remedios de Escalada.
| Sezon   | Klub                                | Kraj      | Rozgrywki           | Mecze | Bramki |
| ------- | ----------------------------------- | --------- | ------------------- | ----- | ------ |
| 1964    | River Plate                         | Argentyna | Primera División    | 24    | 3      |
| 1965    | River Plate                         | Argentyna | Primera División    | 33    | 16     |
| 1966    | River Plate                         | Argentyna | Primera División    | 31    | 11     |
| 1967    | River Plate                         | Argentyna | Primera División    | 34    | 17     |
| 1968    | River Plate                         | Argentyna | Primera División    | 33    | 16     |
| 1969    | River Plate                         | Argentyna | Primera División    | 43    | 24     |
| 1970    | River Plate                         | Argentyna | Primera División    | 26    | 20     |
| 1971    | River Plate                         | Argentyna | Primera División    | 33    | 20     |
| 1972    | River Plate                         | Argentyna | Primera División    | 38    | 27     |
| 1973    | River Plate                         | Argentyna | Primera División    | 13    | 17     |
| 1973/74 | Real Madryt                         | Hiszpania | Primera División    | 27    | 11     |
| 1975    | River Plate                         | Argentyna | Primera División    | 42    | 13     |
| 1976    | River Plate                         | Argentyna | Primera División    | 31    | 13     |
| 1977    | América Cali                        | Kolumbia  | Categoría Primera A | 35    | 18     |
| 1978    | América Cali                        | Kolumbia  | Categoría Primera A | 32    | 18     |
| 1979    | Quilmes                             | Argentyna | Primera División    | 7     | 3      |
| 1980    | Defensores de Belgrano Buenos Aires | Argentyna | Primera B Nacional  | ?     | ?      |
| 1981    | Defensores de Belgrano Buenos Aires | Argentyna | Primera B Nacional  | ?     | ?      |
| 1982    | Mariano Moreno Junín                | Argentyna | Primera División    | 14    | 7      |
| 1982    | Sarmiento Junín                     | Argentyna | Primera División    | 18    | 6      |

## Kariera reprezentacyjna
W reprezentacji Argentyny Más zadebiutował w 1965. W 1966 został powołany na Mistrzostwa Świata. Na Mundialu w Anglii Más wystąpił we wszystkich czterech meczach z: Hiszpanią, RFN, Szwajcarią i ćwierćfinale z Anglią.
W 1967 wystąpił w turnieju Copa América, na którym Argentyna zajęła drugie miejsce. Na turnieju wystąpił w czterech meczach z Paragwajem (bramka), Boliwią, Chile i Urugwajem. Ogółem w barwach albicelestes wystąpił w 37 meczach, w których strzelił 10 bramek.